# Tuctoria
Tuctoria,  es un género de plantas herbáceas de la familia de las gramíneas o poáceas. Es originario de California y México. Comprende 6 especies descritas y de estas, solo 3 aceptadas.

## Taxonomía
El género fue descrito por John Raymond Reeder y publicado en American Journal of Botany 69(7): 1090. 1982. La especie tipo es: Tuctoria fragilis
Etimología
El nombre del género Tuctoria es el anagrama de Orcuttia un género relacionado de la misma familia.

## Especies
- Tuctoria fragilis
- Tuctoria greenei
- Tuctoria mucronata